# Chevrolet Volt
Chevrolet Volt – hybrydowy samochód osobowy klasy kompaktowej produkowany pod amerykańską marką Chevrolet w latach 2010–2019.

## Pierwsza generacja

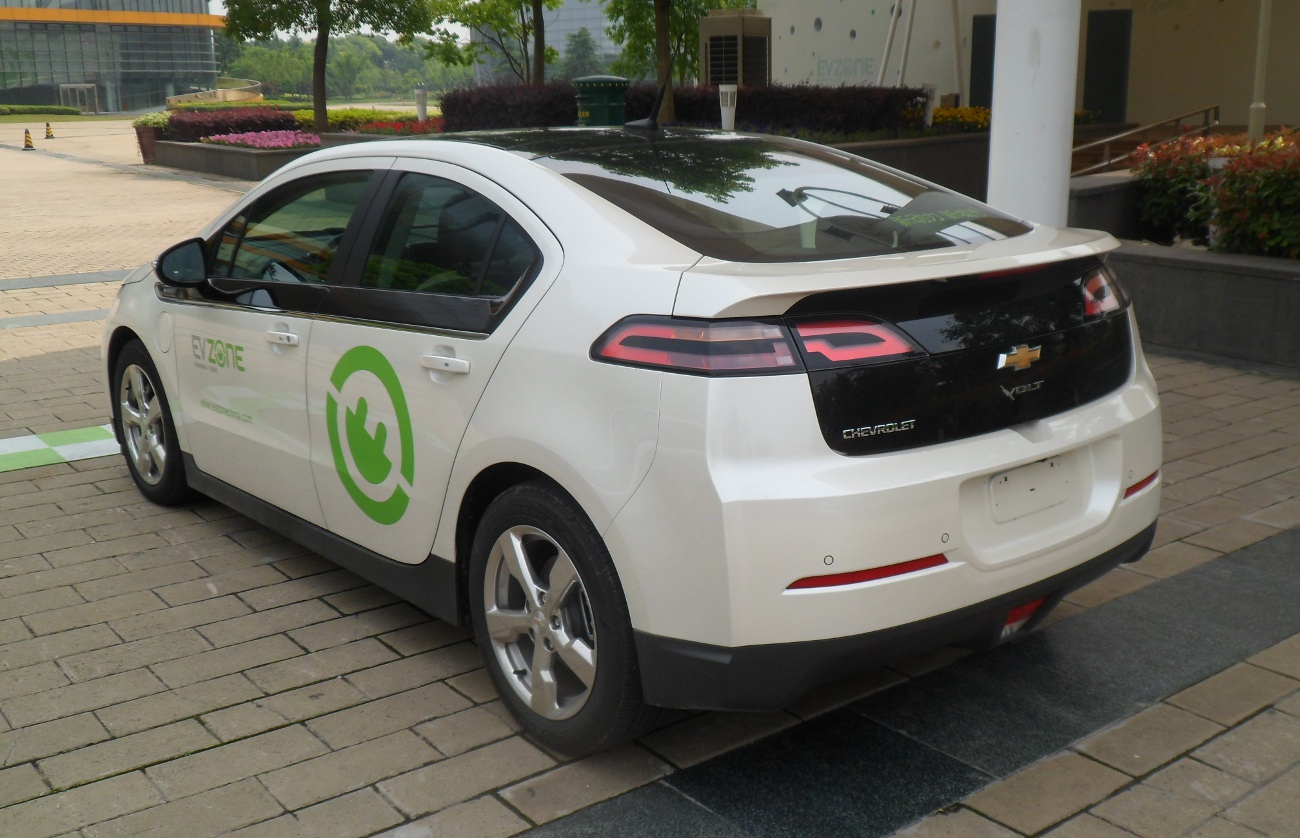
Chevrolet Volt I – tył

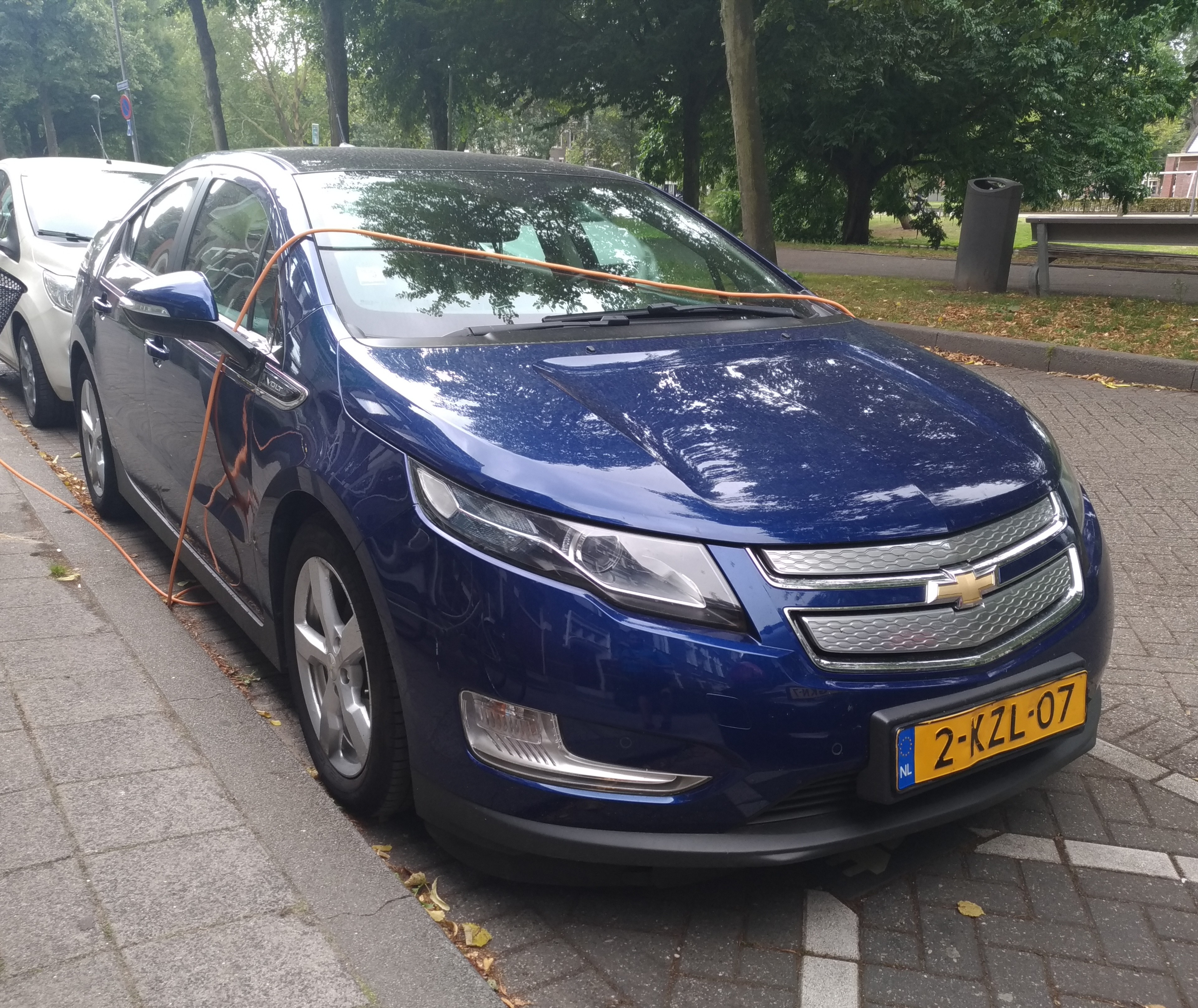
europejski Chevrolet Volt

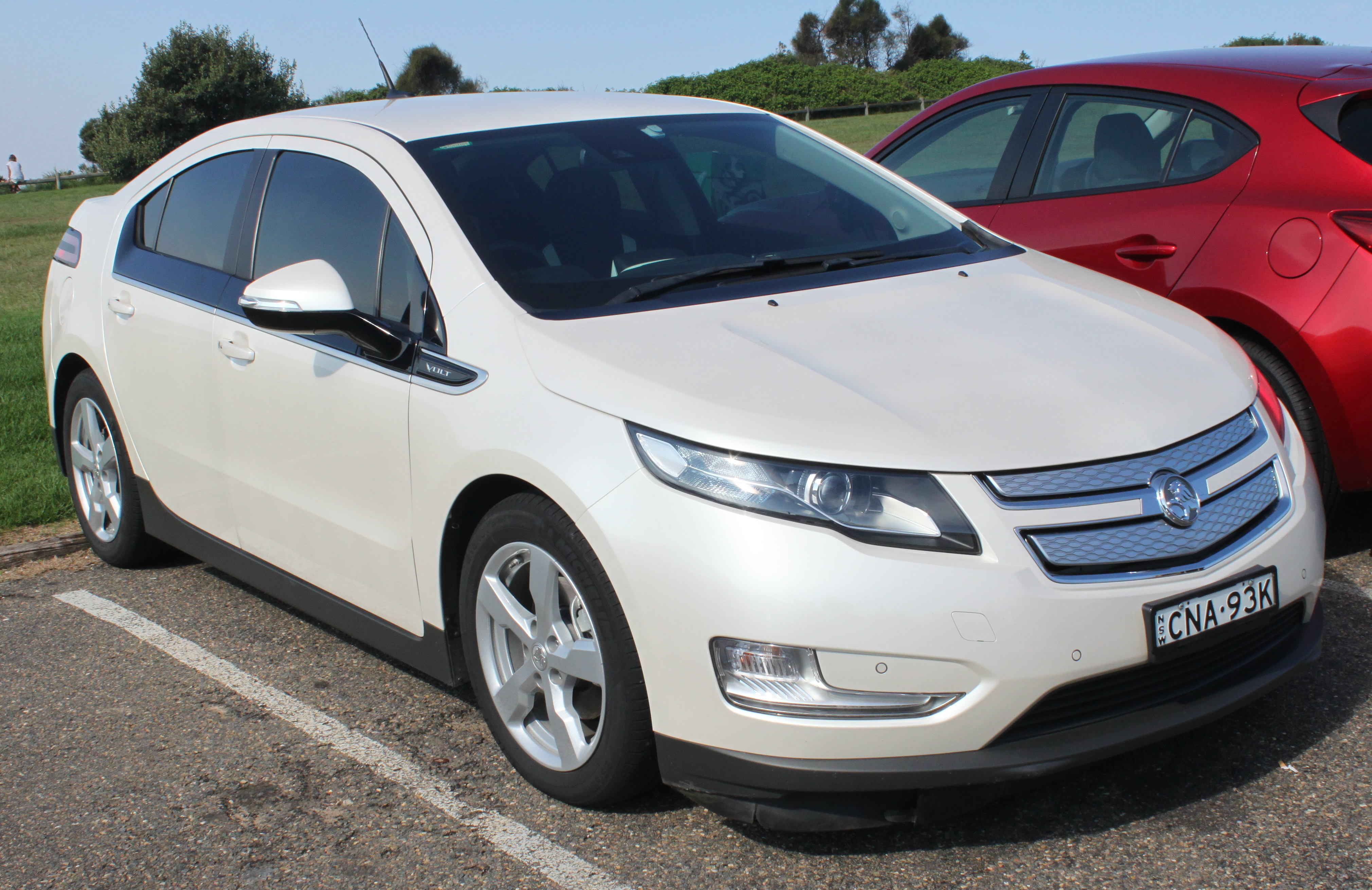
australijski Holden Volt

Chevrolet Volt I został zaprezentowany po raz pierwszy w 2009 roku.
Po raz pierwszy Chevrolet zapowiedział wprowadzenie do sprzedaży swojej odpowiedzi na bestsellerową Toyotę Prius na początku 2007 roku, prezentując futurystyczny prototyp spalinowo-elektrycznego pojazdu o nazwie Chevrolet Volt Concept podczas wystawy Detroit.
We wrześniu 2008 roku Chevrolet zaprezentował po raz pierwszy wygląd zewnętrzny seryjnej odmiany Volta. Samochód przeszedł obszerny zakres zmian w stosunku do prototypu sprzed roku, zyskując m.in. podłużne, strzeliste reflektory, a także sylwetkę 5-drzwiowego liftbacka w trójbryłowej postaci. Tylna część nadwozia wyróżniała się dzieloną szybą przez spojler wieńczący klapę bagażnika. 
Dwa miesiące później, w listopadzie 2008 roku, Chevrolet przedstawił oficjalne fotografie kabiny pasażerskiej wyróżniające się m.in. konsolą centralną pokrytą białym, połyskującym tworzywem z dotykowymi panelami zamiast przycisków, a także dużym ekranem dotykowym przedstawiającym m.in. wskazania układu hybrydowego i informacje o naładowaniu akumulatora.
Na przełomie lipca i sierpnia 2009 roku w Stanach Zjednoczonych ruszyła akcja reklamowa "230" na zasadzie marketingu wirusowego, która zakończyła się 10 sierpnia. General Motors na swoich stronach opublikował informację, że Chevrolet Volt przejedzie 230 mil wykorzystując przy tym 1 galon paliwa. Okazało się to chwytem reklamowym, ponieważ przejechanie 230 mil wymaga poza jednym galonem paliwa także w pełni naładowanego akumulatora.
Po trwającej łącznie ponad rok kampanii licznych zapowiedzi, oficjalna premiera Chevroleta Volta obejmująca fotografie gotowego pojazdu, a także szczegółowe dane techniczne na temat układu hybrydowego typu plug-in odbyła się w Los Angeles 2 grudnia 2009 roku.
Wraz z bliźniaczym Oplem Ampera, Chevrolet Volt zdobył tytuł Europejskiego Samochodu Roku w 2012 roku. Oprócz tego w 2011 roku otrzymał tytuł North American Car of the Year.

### Sprzedaż
Sprzedaż Chevroleta Volta rozpoczęła się pod koniec 2010 roku poczynając od wyselekcjonowanych stanów na lokalnym rynku amerykańskim. W połowie 2011 roku zasięg rynkowy modelu poszerzył się o Kanadę, a także wybrane kraje w Europie, gdzie model oferowano równolegle z bliźniaczym Oplem Ampera.
Ostatnim rynkiem, o który Volt pierwszej generacji poszerzył swój rynkowy zasięg, była Australia i Nowa Zelandia. Samochód przedstawiono w listopadzie 2011 roku pod lokalną marką Holden, gdzie przez kolejne 3 lata był on sprzedawany jako Holden Volt. Import zakończył się w 2015 roku, bez dalszej kontynuacji po prezentacji drugiej generacji Volta.

### Dane techniczne
Chevrlet Volt jest samochodem hybrydowym typu Plug-in, którego napęd tworzy spalinowy silnik benzynowy o pojemności 1,4-litra i mocy 86 KM oraz silnikiem elektrycznym o mocy 150 KM. Naładowanie baterii do stanu 100% trwa 4 godziny, co pozwala na przejechanie 40-60 kilometrów. Dzięki zastosowaniu zaawansowanej skrzyni biegów z zestawem sprzęgieł, napęd samochodu może pracować w czterech różnych trybach:
- W trybie w pełni elektrycznym, z całkowitym pominięciem silnika spalinowego: większy silnik elektryczny/generator służy do napędzania samochodu (działa przeważnie przy niższych prędkościach).
- W trybie w pełni elektrycznym, z całkowitym pominięciem silnika spalinowego: większy silnik elektryczny/generator i mniejszy silnik elektryczny/generator służy do napędzania samochodu (działa przeważnie przy wyższych prędkościach).
- W trybie hybrydowym: mniejszy silnik elektryczny/generator generuje prąd z silnika spalinowego i przekazuje go do większego silnika elektrycznego, który napędza samochód.
- W trybie w pełni spalinowym, z całkowitym pominięciem układu elektrycznego (działa tylko przy wyższych prędkościach, ze względu na obecność tylko jednego biegu).

## Druga generacja

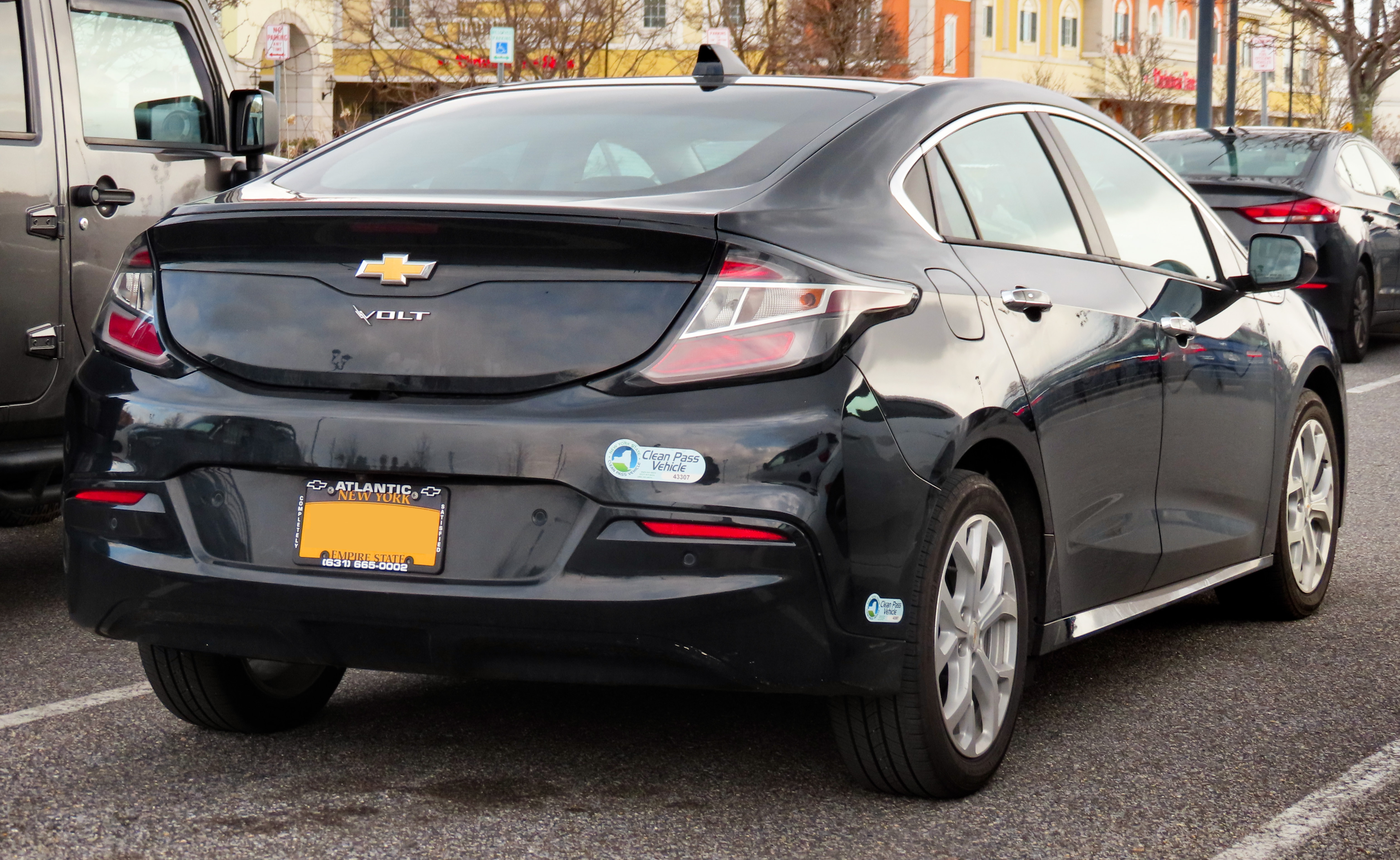
Chevrolet Volt II - tył

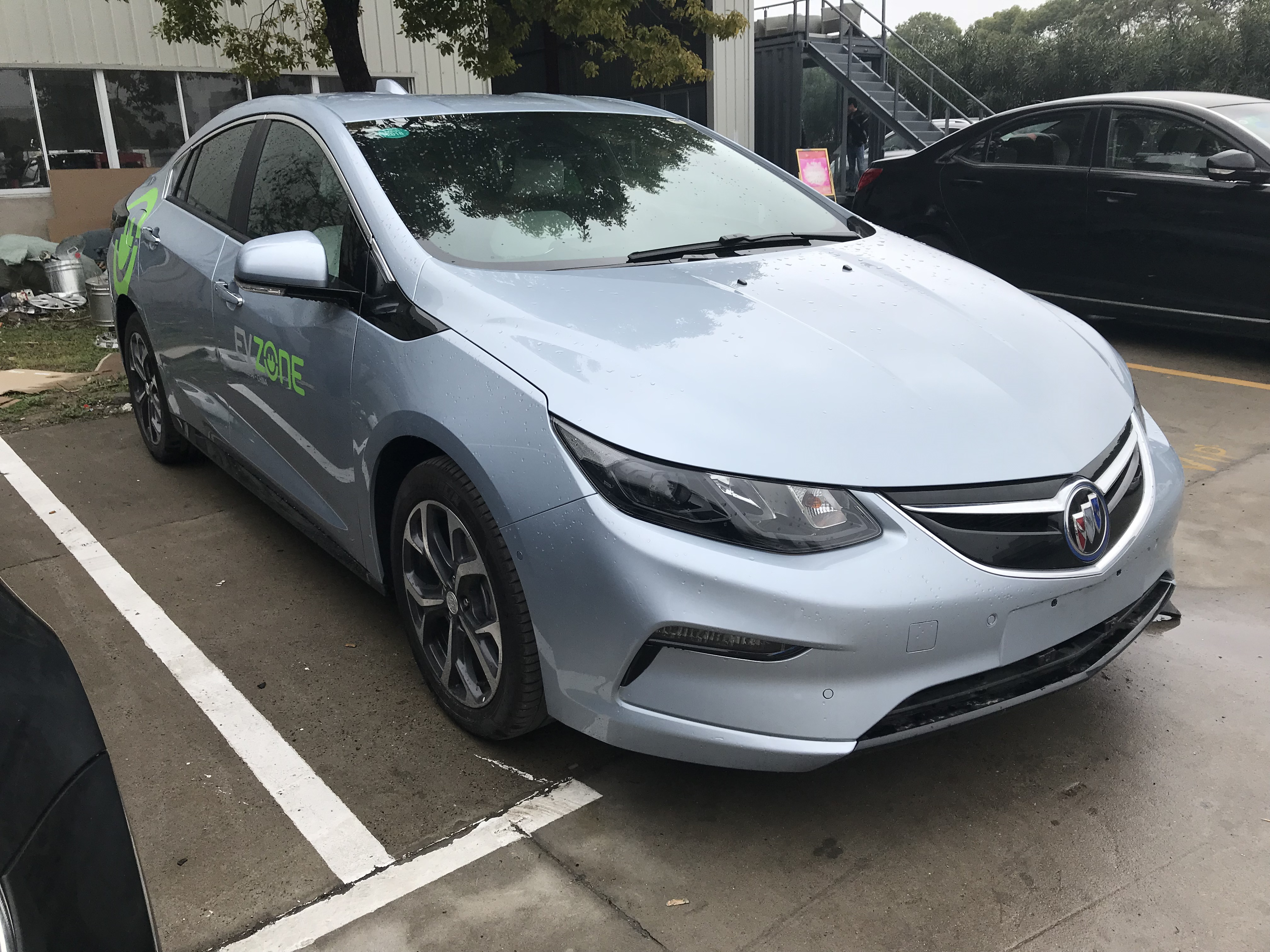
chiński Buick Velite 5

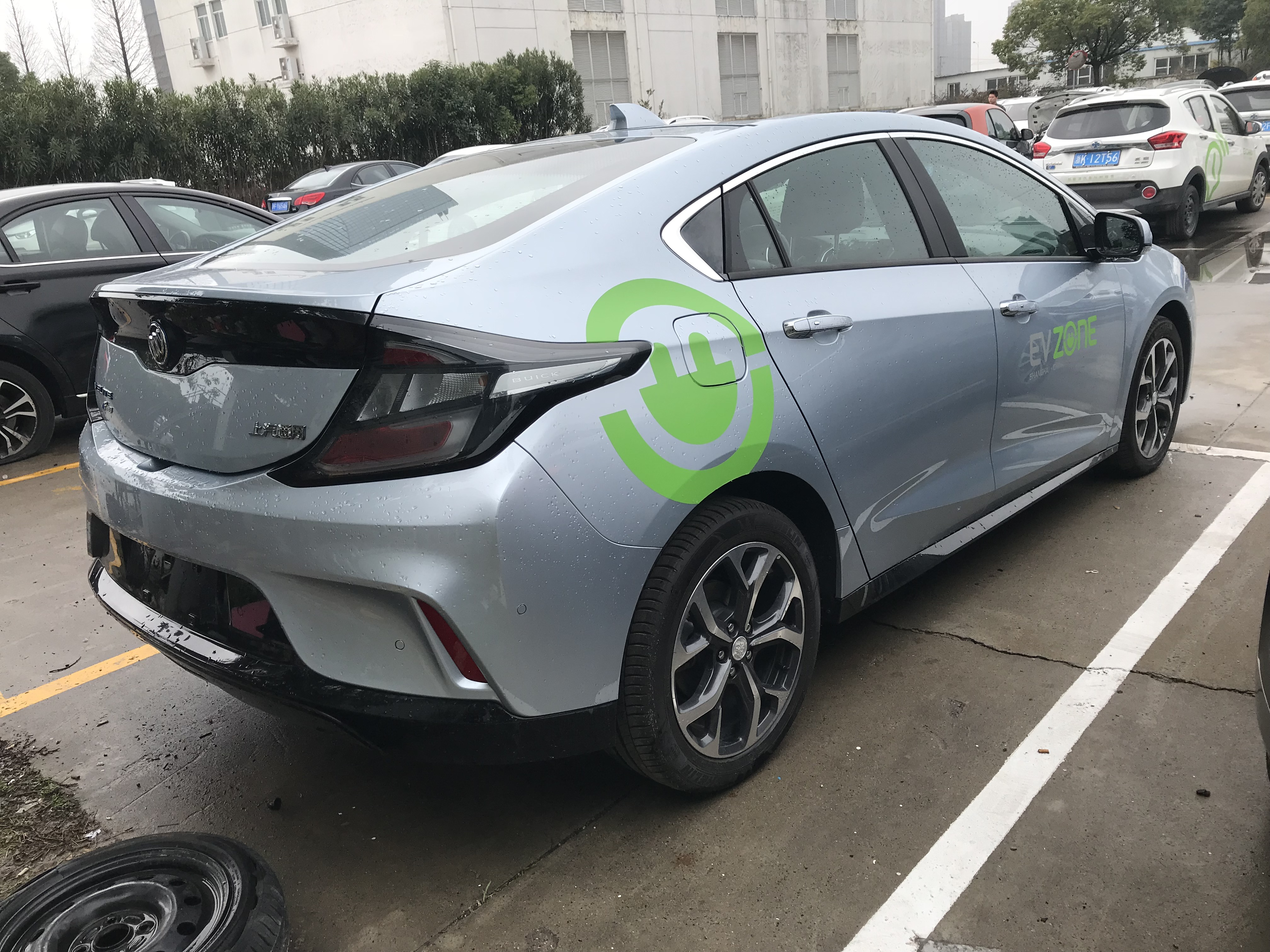
chiński Buick Velite 5 - tył

Chevrolet Volt II został zaprezentowany po raz pierwszy w 2015 roku.
Druga generacja Volta została zbudowana od podstaw jako zupełnie nowa konstrukcja, mając swoją premierę podczas Detroit Auto Show 2015 w styczniu. Pojazd utrzymano w nowej formule stylistycznej, ponownie jako 5-drzwiowy liftback, tym razem jednak z bardziej strzelistą stylistyką, a także obłymi tylnymi lampami. Kokpit zyskał bardziej konwencjonalną stylistykę zapożyczoną z modelu Cruze, za to kabina pasażerska była tym razem nie 4, a 5-osobowa.

### Sprzedaż
Pomijając rynek Ameryki Północnej, gdzie sprzedaż drugiej generacji Chevroleta Volta rozpoczęła się na początku 2016 roku, samochód był sprzedawany także w Chinach pod marką Buick jako Buick Velite 5. Pod kątem wizualnym samochód odróżniał się innym pasem przednim z większą atrapą chłodnicy z logo producenta. Sprzedaż odbywała się krótko od wiosny 2017 roku do końca produkcji oryginalnego Volta w 2019 roku.
27 listopada 2018 roku koncern General Motors ogłosił obszerną restrukturyzację swojego portfolio w Ameryce Północnej, której skutkiem było podjęcie decyzji o zakończeniu produkcji także modelu Chevrolet Volt. Uzasadnieniem tej decyzji było skoncentrowanie się na bardziej dochodowych segmentach samochodowych, a także rozwijaniu pojazdów o napędzie czysto elektrycznym - a nie jak w przypadku Volta, hybrydowym. Ostatni egzemplarz opuścił zakłady produkcyjne w Detroit 25 lutego 2019 roku - niespełna 3 lata po rozpoczęciu sprzedaży.

### Dane techniczne
Pomijając obszerne zmiany wizualne, w druga generacja Volta w stosunku do poprzednika przeszła też duże zmiany pod kątem napędu hybrydowego. Współtworzą go teraz mocniejsze silniki (silnik elektryczny 149 KM, spalinowy 101 KM), a także większe baterie, przy czym udało się obniżyć masę zarówno jednostek napędowych, jak i akumulatorów. W efekcie samochód dysponuje lepszymi osiągami (sprint do 95 km/h w 8,4 s). Na pełnym baku (pojemność 34 l) i z pełnymi akumulatorami zasięg samochodu wynosi 640 km.